# Moyen-Ogooué
La provincia di Moyen-Ogooué è una delle 9 province del Gabon. Il capoluogo è la città di Lambaréné.
La provincia è situata nella parte occidentale del paese e confina a nord-est con la provincia di Woleu-Ntem, a est con la provincia di Ogooué-Ivindo, a sud con quella di Ngounié, a ovest con quella di Ogooué-Maritime e a nord-ovest con quella di Estuaire.